# Izaskun Ellakuriaga Bustintza
Izaskun Ellakuriaga Bustintza (Yurreta, Vizcaya, 14 de febrero de 1972–16 de julio de 2025) fue una periodista española. Trabajó principalmente en prensa escrita y radio. Fue jefa de comunicación de la Asociación Gerediaga y miembro del equipo de comunicación de la Feria del Libro de Durango.

## Biografía
Nació en Iurreta el 14 de febrero de 1972. Realizó sus primeros estudios en las ikastolas de Yurreta y Durango. Se licenció en Periodismo por la Universidad del País Vasco (EHU) en 1995. Obtuvo el Máster en Dirección de Empresas Multimedia en la misma universidad en 2003, y en los años siguientes se formó en diferentes áreas de la comunicación, profundizando en las relaciones públicas, el protocolo, la organización de eventos, las redes sociales, etc.
Durante un año realizó prácticas  en el periódico en euskera Euskaldunon Egunkaria, donde escribió crónicas de festivales y eventos culturales. Se creó una página dedicada al bertsolarismo en este periódico, y Ellakuriaga se encargó de publicar una crónica semanal sobre el tema del canto improvisado o bertsolarismo. Hizo también seguimiento de los concursos de bertsolarismo en el citado periódico.
Participó en el consejo editorial de varios números de la revista monográfica Bertsolari y también escribió algunos artículos en la citada revista. Asistió a los internados de canto improvisado dirigidos por Jon Lopategi Kanpantxu, y llegó a improvisar versos ocasionalmente en algunos festivales o eventos. También participó como ponente de temas (gai-jartzaile) en estos festivales. Fue miembro del jurado en algunas competiciones de bertsolaris, sobre todo en las de nivel local.
Trabajó con Mikel Laboa recitando Kiromantzidxa (Leketio 10). Y lo hizo por primera vez en la presentación del periódico Gara en el Velódromo de Donostia el 29 de noviembre de 1998. Posteriormente, continuó participando en los conciertos de Laboa durante los dos o tres años siguientes. En 2000, en el marco del festival Donostiako Hamabostalia, en el Teatro Victoria Eugenia, colaboró en el espectáculo Zuzenean II-Gernika, de Mikel Laboa, con la participación del Orfeón Donostiarra.
De 1994 a 2003, trabajó durante varios años como editora y directora del semanario Durangaldeko Eraz (predecesor de la revista Anboto), y posteriormente trabajó en otras áreas de comunicación. De 2004 a 2011, fue asesora de comunicación del Ayuntamiento de Berriz, haciéndose cargo del gabinete de prensa. Fue responsable de la comunicación de Ibilaldia 2005, un festival de ikastolas de Vizcaya organizado por Kurutziaga Ikastola de Durango. También formó parte del equipo de comunicación del Campeonato de Bertsolaritza del País Vasco de 2009, diseñando y gestionando la estrategia de comunicación y marketing del evento. 

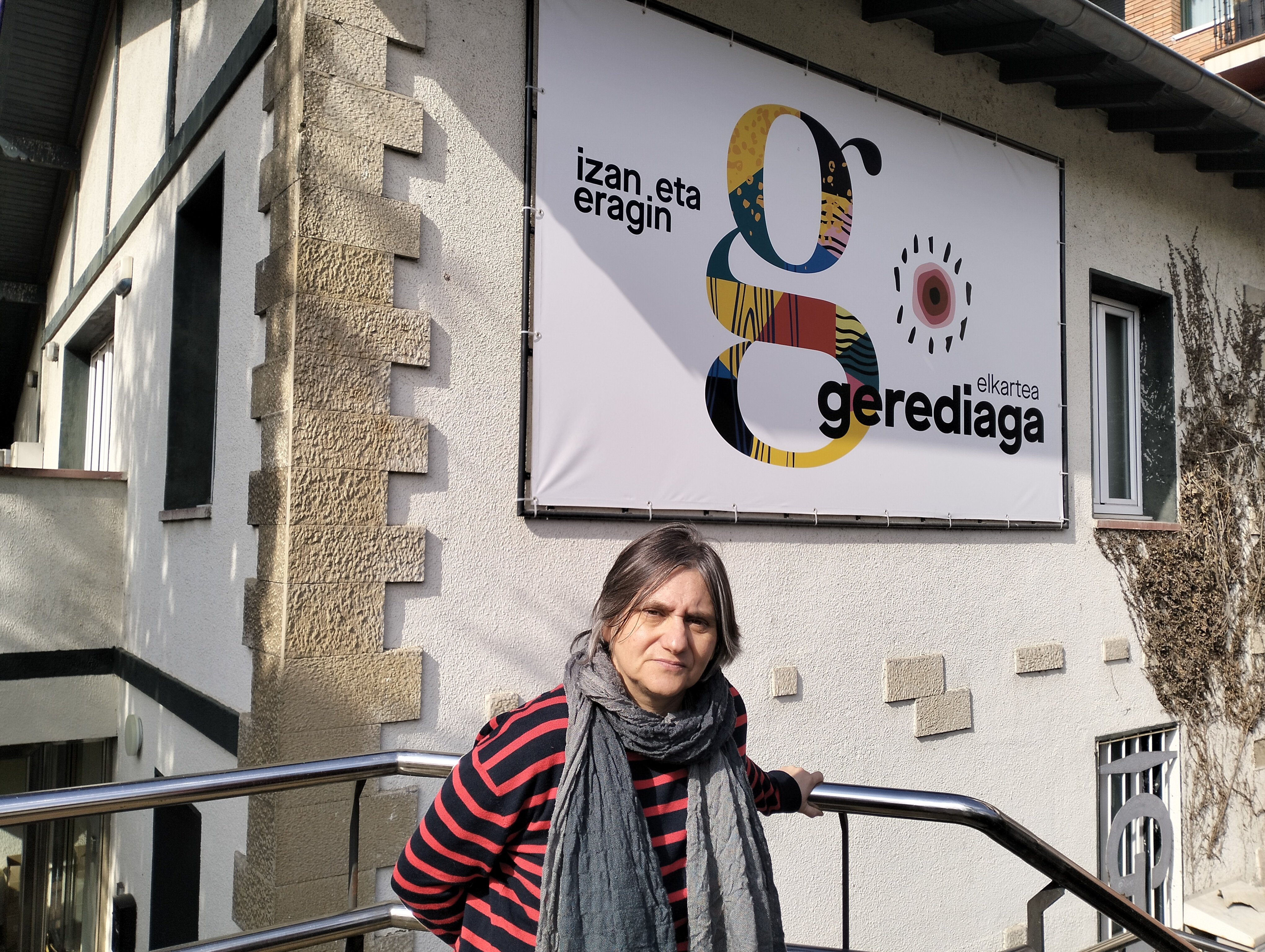
Izaskun Ellakuriaga en las oficinas de la Asociación Gerediaga

En 2012, se trasladó a Nueva Zelanda para mejorar su inglés y, tras pasar 18 meses allí, se mudó a Australia. En Nueva Zelanda, trabajó como camarera, asistente, intérprete y en otros puestos en diversos eventos en Auckland. A medida que mejoraba su inglés, tuvo la oportunidad de aprender sobre la cultura y la vida locales.  
Fue una de las fundadoras de la agencia de comunicación Lekukom, junto con Marijo Deogracias. Asesoró en la organización de eventos, la estrategia de proyectos en redes sociales y la gestión de la comunicación.
Fue responsable de Comunicación y Marketing de la Feria del Libro y del Disco Vasco de Durango durante varios años, cargo que ocupó hasta su fallecimiento.  También trabajó como locutora de Bizkaia Irratia, en el programa matinal en euskera Goizeko Izarretan (traducido como Estrellas mañaneras).y en comunicaciones de la Asociación Gerediaga.
Murió el 16 de julio de 2025, a la edad de 52 años, a causa de un cáncer.